# Spree-Athen

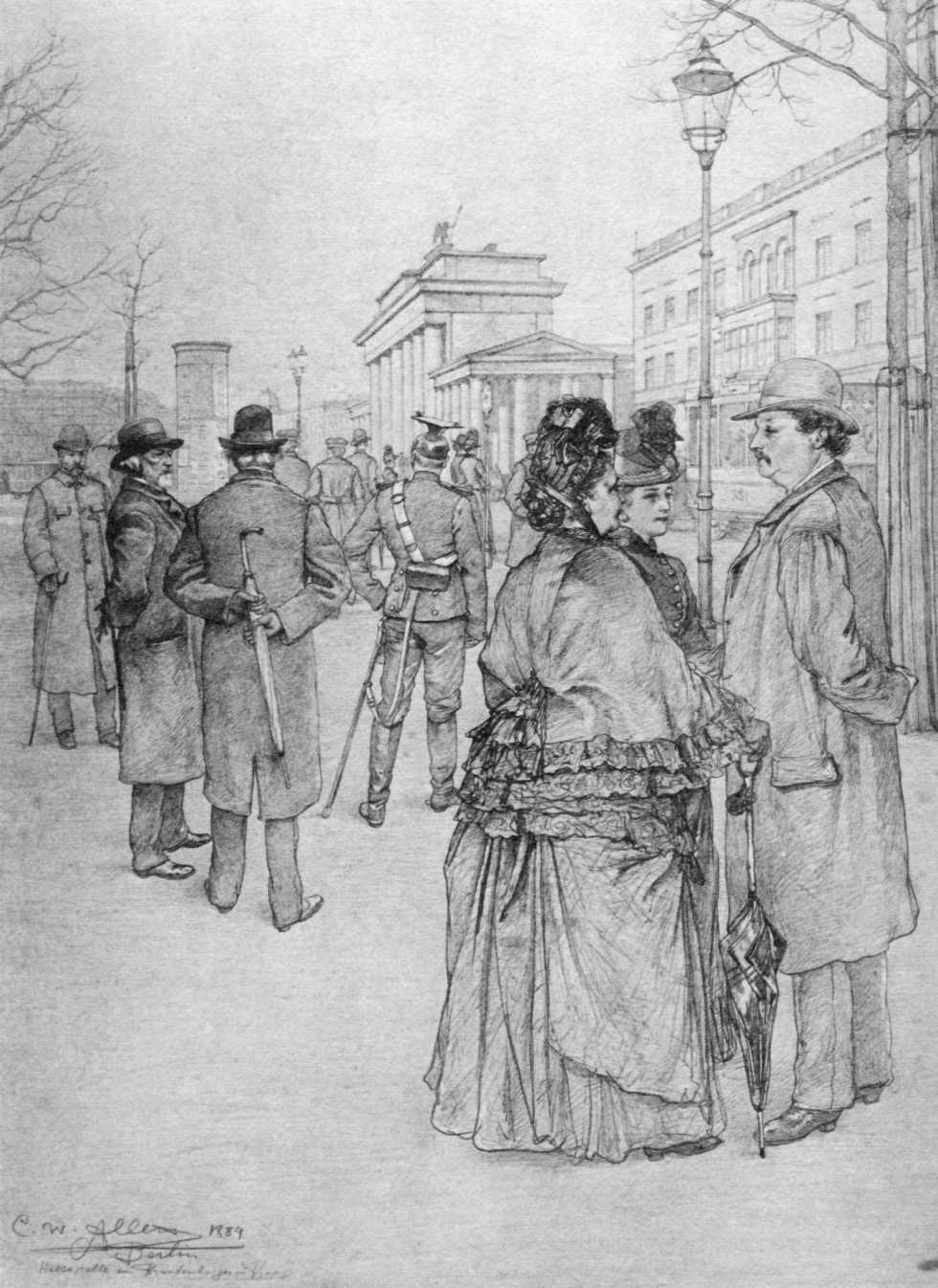
Am Brandenburger Tor, Zeichnung aus dem Zyklus Spreeathener (1889) von Christian Wilhelm Allers. Dargestellt ist der Berliner Schriftsteller Julius Stinde im fiktiven Gespräch mit zwei seiner Romanfiguren

Spree-Athen (auch: Spreeathen) ist ein Bei- und Spitzname für Berlin.
Erdmann Wircker prägte den Ausdruck 1706 zum 200-jährigen Bestehen der ersten brandenburgischen Landesuniversität Alma Mater Viadrina in Frankfurt (Oder) in einer Festschrift mit dem Titel Märckische Neun Musen:

„Welche sich Unter den Allergrossmächtigsten Schutz Sr. Königl. Majestät in Preussen

Als Ihres Allergnädigsten Erhalters Und Andern Jupiters

Bey glücklichen Anfang Ihres Jubel-Jahres Auff dem Franckfurtischen Helicon Frohlockend auffgestellet.“

Dem Landesherrn König Friedrich I. huldigte Wircker darin wie folgt:

„Daß ganz Europa nicht von einem Fürsten hört!

Der so der Künste Kern als König Friedrich liebet.

Die Fürsten wollen selbst in deine Schule gehn

Drumb hastu auch für Sie ein Spree-Athen gebauet,

Wo Prinzen in der Zahl gelehrter Musen stehn

Da wird die Weisheit erst in rechter Pracht geschauet.“

Wircker spielte damit auf die bedeutenden kulturellen Leistungen Friedrichs I. für Berlin an, wie die Gründung der Akademie der Künste im Jahr 1696 und die der Societät der Wissenschaften im Jahr 1700 mit ihrem ersten Präsidenten Gottfried Wilhelm Leibniz. Zudem war es in der zweiten Hälfte des 17. Jahrhunderts üblich geworden, von Leipzig und Jena mit ihren altehrwürdigen Universitäten dichterisch als Pleiß-Athen bzw. Saal-Athen zu sprechen. Auch Göttingen mit seiner Universität wurde als Leine-Athen bezeichnet.
Davon, sich mit diesen und gar mit Athen, der Wiege der abendländischen Kultur, auf eine Stufe stellen zu können, war Berlin 1706 allerdings noch weit entfernt. Mit der Gründung der Berliner Universität 1809/1810 war die Stadt dann aber zweifellos zu einem Zentrum der Gelehrsamkeit und der Künste von Weltrang geworden, und die dem Stil der Antike verpflichteten klassizistischen Bauten wie Langhans’ Brandenburger Tor von 1788  und Schinkels Neue Wache (1815), Schauspielhaus (1825) und Altes Museum (1830) legten Assoziationen mit Athen durchaus nah.
Das enorme, schnelle Wachstums Berlins, nachdem es 1871 Hauptstadt des Deutschen Reichs geworden war, drängte manchem gegen Ende des Jahrhunderts allerdings einen anderen Vergleich auf. Mark Twain schilderte seine Reiseerlebnisse in einem Artikel für die Chicago Daily Tribune vom 3. April 1892 unter der Überschrift „Das Chicago von Europa“. Berlin sei eine neue Stadt, die neueste, die er je gesehen habe. Das – nach dem großen Brand von 1871 gerade erst wieder aufgebaute – Chicago erscheine dagegen geradezu altehrwürdig. Sehr beeindruckte Twain die Geräumigkeit der Stadt und die Breite ihrer Straßen. Walter Rathenau sah es ähnlich. „Das königlich preußische findet im kaiserlichen Reichsberlin keinen Platz mehr. Spreeathen ist tot und Spreechicago wächst heran“, heißt es in seinem Aufsatz Die schönste Stadt der Welt, den sein Freund Maximilian Harden 1899 anonym in seiner Zeitschrift Die Zukunft veröffentlichte und der empfahl, sich für die Stadtplanung in Berlin die amerikanische „City“ zum Vorbild zu nehmen.
Trotzdem gehört der Ausdruck „Spree-Athen“ bis heute zum Selbstverständnis des Berliner Lokalpatriotismus und findet sich auch immer wieder, wenn auch nicht ohne ironischen Unterton, in mehr oder weniger populären Berliner Liedern. So sang Ernst Busch über die Niederschlagung des Spartakusaufstands von 1919 zu einer Melodie von Hanns Eisler:

„Oh, Spree-Athen, oh, Spree-Athen,

Oh, wieviel Blut hast du gesehn?!

Auf deinem Friedrichsfelde ruht

So manches tapfere Spartakusblut.“

In Willi Kollos Lied Lieber Leierkastenmann heißt es von dem vorgeblich blinden Mädchen, das den Leierkastenmann begleitet und keine Mühe hat, die ihm im Hinterhof zugeworfene Münze aufzulesen:

„Lieber Leierkastenmann,

fang noch mal von vorne an,

von dem schönen Spree-Athen,

wo sojar de Blinden sehn.“

Die bis 1990 jeden Sonntag im Berliner Rundfunk ausgestrahlte Sendung 7–10: Sonntagmorgen in Spreeathen trug ebenso dazu bei, den Begriff im Bewusstsein der Bevölkerung zu erhalten, wie das Lied der Jungen Pioniere: Was ist in unserem Spreeathen?  Als Ironisierung des Ausdrucks vor dem Hintergrund der aktuellen Griechenlandkrise kann Klaus Staecks Collage des von der Quadriga des Brandenburger Tors gekrönten Parthenon verstanden werden, die dieser 2015 zum Ende seiner Amtszeit als Präsident der Akademie der Künste veröffentlichte.